# 祝いまんだら
宝塚グランド・レビュー『祝いまんだら』（いわいまんだら）は宝塚歌劇団の舞台作品。東京では『春の踊り』に改題している。
宝塚は12場、東京は15場。
星組公演。作・演出は植田紳爾。
併演作品は『プラスワン』。

## 概要
※『宝塚歌劇100年史（舞台編）』の宝塚大劇場公演参考。
宝塚歌劇70周年を祝う日本物の舞踊ショー。三部構成となっている。峰さを理の宝塚大劇場におけるトップスターお披露目公演。
第一部は様々な祝いを舞踊化した「祝舞」。振付は花柳寿楽。
第二部はねずみ年に因んで、ネコとネズミの恋物語を舞踊化した「恋鼠」。振付は藤間勘寿朗。
第三部は日本の「さくらさくら」の曲を使った「祝宴」。振付は西﨑眞由美。

## 公演期間と公演場所
- 1984年1月1日 - 2月7日　宝塚大劇場
- 1984年4月5日 - 4月30日　東京宝塚劇場

## スタッフ
※氏名の後ろに「宝塚」、「東京」の文字がなければ両公演共通、
- 作曲・編曲：寺田瀧雄
- 編曲：入江薫、高橋城
- 箏曲：米川敏子
- 音楽指揮：野村陽児（宝塚）、伊沢一郎（東京）
- 振付：花柳寿楽、藤間勘寿朗、西崎真由美
- 装置：渡辺正男
- 衣装：杉高治、中川菊枝
- 照明：今井直次
- 小道具：上田特市
- 効果：扇野信夫
- 音響監督：松永浩志
- 演技指導：美吉左久子
- 演出助手：谷正純、日比野桃子
- 製作担当：横山美二（東京）
- 制作：久国高

## 主な配役
- 鶴の精、チュー太、桜の若衆S - 峰さを理
- 若衆 - 山城はるか
- 若衆、ドラネコのニャン子 - 日向薫
- 万歳の女、桜の美女S - 南風まい
- ネズミの母親 - 葉山三千子
- 万歳の男 - 新城まゆみ
- 娘義太夫 - 洋ゆり
- ネコの父親 - 萬あきら
- 娘義太夫 - 未央一
- 亀の精、祝舞の女 - 松本悠里
- 亀の精 - 城火呂絵